# Teoria racjonalnego wyboru
Teoria racjonalnego wyboru (TRW) – interdyscyplinarna teoria badająca i modelująca zachowania społeczne i ekonomiczne. Wywodzi się z psychologii społecznej, politologii i ekonomii. Jest dominującym paradygmatem w mikroekonomii.

## Trzon TRW
1. badany, rozpatrywany jest zbiór aktorów – graczy w systemie,
2. każdy z aktorów ma sobie dostępne alternatywy wyboru,
3. jest określony zbiór spodziewanych rezultatów wyboru w.w. alternatyw,
4. określa się preferencje aktora do zbioru alternatyw,
5. określa się oczekiwania aktorów do parametrów systemu (pozytywne/negatywne),

W zależności od dziedziny (psychologia/socjologia etc.) te modele mogą być mniej lub bardziej sformalizowane (wręcz do matematycznych wzorów).

## Główna problematyka i dylematy
Centralnym problemem Teorii Racjonalnego Wyboru są relacje między preferencjami aktorów, które mogą być rozbieżne bądź zbieżne (co zdarza się rzadko, bo rzadko to, co racjonalne jednostkowo jest racjonalne obiektywnie). Większość sytuacji opisywanych w TRW – dotyka takich racjonalnych działań jednostki, które mogą pogorszyć ogólną sytuację, spowodować konflikt – są to dylematy.
Są trzy podstawowe dylematy, którym odpowiadają trzy problemy:
1. dylemat więźnia (PD) – i problem zaufania
2. chicken game – i problem współzawodnictwa
3. assurances game – i problem koordynacji.

### Dylemat więźnia
W dylemacie więźnia (the prisoners dilemma) możliwe są dwie decyzje – kooperacja (C) lub dezercja (D). Możliwe są z tego wypłaty: R – reward – nagroda, S – sucker – frajerstwo, T – temptation – pokusa, P - punishment – kara. Rezultatem dylematu więźnia jest stwierdzenie, że indywidualnie racjonalne wybory prowadzą do zbiorowo nieracjonalnego rezultatu. Tu bowiem najbardziej opłacałoby się, gdyby jeden z więźniów tylko się przyznał, wtedy drugi idzie siedzieć, a ten pierwszy nie. Jednak wiadomo, że w związku z tym obaj będą sypać, bo każdy myśli, że jest to dla niego najlepsze wyjście. Podobny dylemat pojawia się przy kwestiach ekologii – każdy rybak chciałby jak najwięcej móc łowić, i każdemu opłaca się jak najbardziej eksploatować łowisko, jednak gdy tak pomyśli każdy, wtedy żaden z nich nie będzie miał zysku, bo ekosystem zostanie zachwiany…
Są dwa sposoby radzenia sobie z DW (a tyczy się to także codziennych sytuacji społecznych) – 1. Zachęta do współpracy, kooperacji nagradza kooperujących. Co za tym idzie należy karać tych niechętnych współpracy (np. kara za jazdę bez biletu). 2. Wytworzenie systemu reputacji – wytycznych komu można, a komu nie należy zaufać.

### Chicken game
Chicken game – gra w cykora. W przeciwieństwie do DW, tu najgorsza jest sytuacja, kiedy obie strony się nie dogadają, i obie są „uparte”. Przypomnijmy na czym polega chicken game. Dwie osoby wsiadają do samochodów i z dużą prędkością jadą naprzeciwko siebie – ten, kto pierwszy zahamuje lub zjedzie z trasy jest „cykorem” i przegrywa. W CG chodzi o konkurowanie o dobro rzadkie (nie o to, jak ludzie mogą współpracować, jak to było przy DW).
Są dwie strategie – chicken (tchórz) i daredevil (śmiały). Karą w tym dylemacie jest zderzenie, a nagrodą, gdy obaj zjedziemy z drogi, bowiem pokusą jest moment, gdy ktoś nam zjedzie i się nie zderzymy.
Główny problem CG – koncesyjne alokacje – gracz A i B chcą coś osiągnąć. Ale aby wygrać cokolwiek na tym, muszą uwzględnić też interesy drugiej strony – stąd nagrodą jest właśnie obustronna rezygnacja ze zderzenia. Ta gra dotyczy zatem sytuacji, gdy interes wspólny współistnieje z przeciwstawnymi preferencjami co do działania.

### Assurance game
Assurance game – dylemat koordynacji, zaufania. Pojawia się wtedy, gdy wymagana jest koordynacja dla wspólnego dobra, przedsięwzięcia, aby powstała współpraca. Każdy z graczy jest nakłaniany przez system do współuczestnictwa. Współuczestnictwo zaś ma wiele form i wymaga koordynacji przez system.
Znany także jako stag hunt – Jean-Jacques Rousseau opisuje sytuacje kiedy dwie osoby wybierają się na polowanie. Każdy może indywidualnie wybrać jelenia (stag) lub zająca (rabbit). Każdy podejmuje decyzję nie znając decyzji drugiej osoby. Jeśli jedna strona wybierze jelenia, musi kooperować z drugą, inaczej jej się to nie uda. Może za to sama upolować zająca, ale ten jest mniej wartościowy niż jeleń. Jest to istotna analogia do problemu kooperacji społecznej. Gdy nie ma kooperacji – nie ma wyniku, lub ten jest gorszy.